# 隠し神

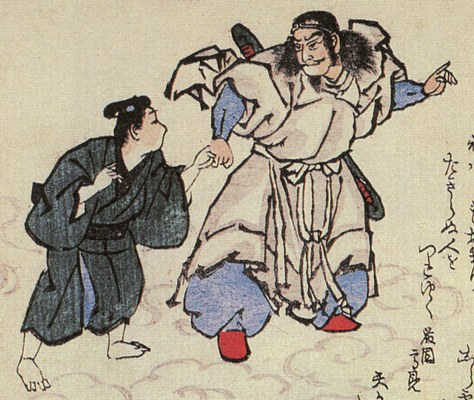
竜斎閑人正澄画『狂歌百物語』より「神隠（かみかくし）」の題で描かれた隠し神（右）

隠し神（かくしがみ）は、日本の妖怪の一種。夕方頃に現れ、遅くまで遊んでいる子供や、かくれんぼをしている子供をさらうといわれる。この種の人さらいの化物の伝承は日本各地にあり、その語彙も様々である。

## 日本各地の隠し神

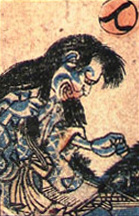
参考 : 妖怪かるた「てん神下のけせうやしき」の絵札。妖怪漫画家・水木しげるの著書で、「隠れ婆」の妖怪画として用いられている。

油取り（あぶらとり）
明治時代の東北地方における俗信。油取りと呼ばれる何者かが子供を誘拐して、その体を絞って油を取るといわれたもの。
明治維新の頃には、岩手県遠野地方の村々で油取りの噂が広まって大パニックが起こり、子供が誘拐されたなどという風説が毎日のように流れた。村の代表者により、夕方過ぎには女子供は出歩かないようにと外出禁止令がしかれた。同時期に柴で作られた小屋の跡が川原にあり、魚を焼くためのハサミと呼ばれる串が捨てられていたため、油取りはこのハサミに子供を刺して油を取るともいわれた。
山形県西置賜郡小国町では明治初期にこの噂が広まったことがあり、村人たちは見かけないよそ者に注意し、子供たちには帰りが夜遅くなることのないよう言い聞かせた。特に女の子からは良い油が搾り取れるといわれ、狙われやすいといわれた。
民俗学者・柳田國男の著書『遠野物語拾遺』では、油取りは紺の脚絆と手差しを身に着けた者で、これが現れると戦争が始まるとの記述が見られる。
隠しん坊（かくしんぼ）
栃木県鹿沼市。逢魔が時（夕暮れ時）に、外にいていつまでも家に帰らない子供をさらって行くという怪物。
隠れ婆（かくればば）
兵庫県神戸市平野町。隠し婆ともいう。路地の隅や行き止まりなどにいて人間の子供を待ち構えており、子供たちが夕方にかくれんぼをして遊んでいると、どこからともなく現れて子供をさらってしまうという。そのためにこの地方では、夕方にかくれんぼをすることは「隠れ婆にさらわれるぞ」などと言って戒められていた。
子取婆（ことりばばあ）
和歌山県。夕方まで遊んで家に帰らない子供をさらって、その肝を薬の材料にするという妖怪。
叺親父（かますおやじ）
青森県津軽地方。叺（袋の一種）を背負った鬼のような大男が、泣いている子供を見つけると、叺の中に無理やり詰め込んでさらって行ってしまうという。同様の妖怪は秋田県鹿角地方では叺背負（かますしょい）の名で伝わっている。長野県埴科地方では袋担ぎ（ふくろかつぎ）といって、夕方までかくれんぼをして遊んでいるような子供をさらって行くという。
子取りぞ（ことりぞ）
島根県出雲地方。東北の油取りと同様に子供を絞って油をとり、南京皿を焼くために用いたという。
化物婆（ばけものばば）
アイヌ民話に伝わる妖怪。幼児の魂をさらうという。